# 3790 Рейвілсон
3790 Рейвілсон (3790 Raywilson) — астероїд головного поясу, відкритий 26 жовтня 1937 року.
Тіссеранів параметр щодо Юпітера — 3,182.